# USS Kidd (DDG-100)
O USS Kidd (DDG-100) é um navio de guerra do tipo contratorpedeiro da classe Arleigh Burke.
A embarcação foi construída pelo estaleiro Ingalls Shipbuilding e está baseada na Estação Naval da Marinha dos Estados Unidos localizada no porto de San Diego no estado da California .
O contratorpedeiro navega com o lema "On To Victory".
O navio recebeu o nome do Capitão Isaac Campbell Kidd (1884-1941) que estava a bordo do USS Arizona (BB-39) durante o ataque japonês a Pearl Harbor na Segunda Guerra Mundial . Outros dois contratorpedeiros já haviam recebido o mesmo nome, são eles o USS Kidd (DD-661) (1943-1974) e o USS Kidd (DDG 993) (1981-1988)
.

## Acidente

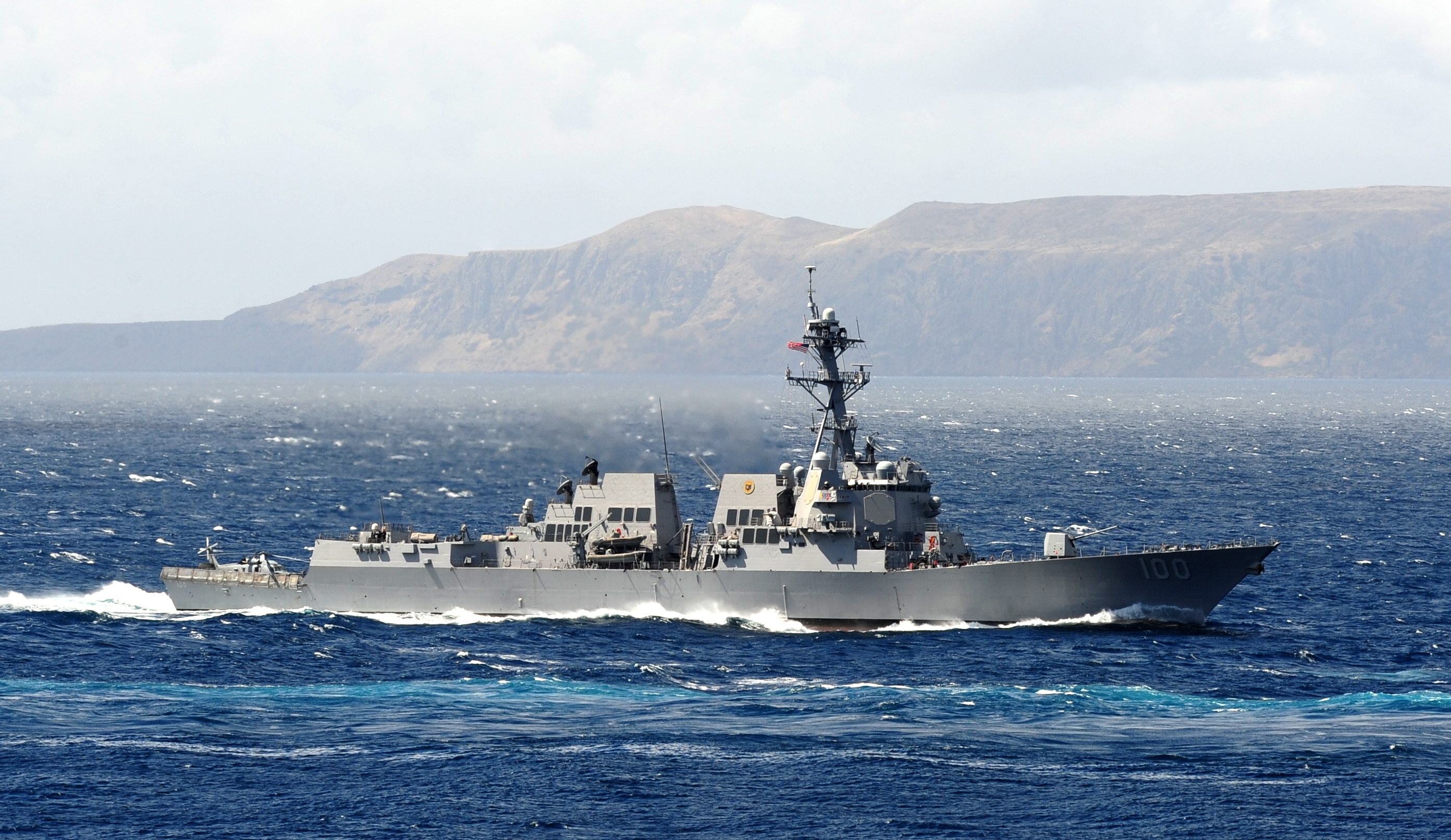
O USS Kidd navegando pelo Oceano Pacífico em meados de 2011.

O navio foi danificado durante a sua construção ainda no estaleiro. O furacão Katrina danificou a embarcação, obrigando o navio a retornar a doca seca, atrasando seu comissionamento, programado anteriormente para o outono de 2006 .

## Pirataria
Em 5 de janeiro de 2012, a equipe de busca e apreensão equipe (VBSS) do USS Kidd abordou um navio pesqueiro de bandeira iraniana, e deteve 15 supostos piratas que tinham mantido uma tripulação de 13 pescadores durante várias semanas .